# José Francisco de Paula Cavalcanti de Albuquerque
José Francisco de Paula Cavalcanti de Albuquerque (Pernambuco, 1776 — ?, ?) foi um administrador colonial luso-brasileiro. Sendo um governador da capitania do Rio Grande do Norte e governador de Moçambique.
Era membro de uma rica família de senhores de engenho em Pernambuco, sendo filho do coronel Francisco Xavier Cavalcanti de Albuquerque e Felipa Cavalcanti de Albuquerque. Era tio do Visconde de Albuquerque e do Conde da Boa-Vista.